# ADMEZ
ADMEZ (Asociace direct marketingu, e-commerce a zásilkového obchodu) je profesním sdružením právnických a fyzických osob podnikajících v oblasti přímého marketingu a prodeje na dálku. V květnu 1997 vznikla sloučením Sdružení zásilkového obchodu (SZO) a Asociace direct marketingových agentur (ADMA) asociace ADMAZ. Ta byla v roce 2013 přejmenována na ADMEZ (Asociace direct marketingu, e-commerce a zásilkového obchodu). ADMEZ je členem Hospodářské komory ČR a Federace evropského přímého a interaktivního marketingu (FEDMA).

## Oborové konference organizované asociací
- Zásilkový obchod (v letech 2002–2011)
- E-Commerce Forum[2] (v letech 2008–2018)
- Multichannel & Data & Trendy[3] (v letech 2012–2017)
- Call Centra[4] (od roku 2001)

## Oborové soutěže, zaštiťované asociací

### Czech Contact Center Award
umožňuje kontaktním centrům srovnávat úroveň služeb hlasové komunikace se zákazníky, poštovní a elektronické komunikace, mobilní komunikace a sociálních médií.

### IMC Czech Awards
je soutěží pro reklamní profesionály. Porovnává projekty z oblasti podpory prodeje, aktivace značek, přímé komunikace a digitálních řešení na českém trhu. Původně se soutěž jmenovala Český direkt, později Český direkt & Promo.

### Osobnost českého direct marketingu
Vytváří marketingovou "síň slávy". Představuje osobnosti, které se významnou měrou zasloužily o rozvoj českého přímého marketingu.

## Profesní klub kontaktních center
Vzdělávací a diskuzní platforma pro střední management kontaktních center. Formou roadshow probíhá 6x ročně.

## Náplň činnosti asociace
- Prosazování etiky v branži
- Lobbying
- Public relations
- Pořádání konferencí, seminářů a soutěží
- Služby a informační servis pro členy
- Networking

## Zastřešované oblasti
- Přímý marketing včetně digitálního
- Databázový marketing
- Mailingové služby
- Prodej na dálku (katalogový, internetový, teleshopping)
- Call centra
- Mobilní marketing

## Seznam členů ADMEZ
- 1.SDZP družstvo
- 5P AGENCY, spol. s r.o.
- A – GIGA s.r.o.
- ADVANCED TELECOM SERVICES, s.r.o.
- AEGON Pojišťovna, a.s.
- ALPEN MEDIA GmbH
- AXA ČESKÁ REPUBLIKA s.r.o.
- B2B MEDIA, s.r.o.
- B2B PARTNER s.r.o.
- CEMOD-CZ s.r.o.
- COMDATA CZECH a.s.
- COMGATE, a.s.
- CONSORTIO FASHION GROUP s. r. o.
- CREDITEXPRESS ČESKÁ REPUBLIKA s.r.o.
- CZECH AIRLINES HANDLING, a.s.
- ČESKÁ MAILINGOVÁ SPOLEČNOST, s.r.o.
- ČESKÁ POŠTA, s.p.
- ČESKOSLOVENSKÁ OBCHODNÍ BANKA, a.s.
- DARK SIDE a.s.
- DATEXIS
- DirectSoft, s.r.o.
- DIRECT PARCEL DISTRIBUTION CZ s.r.o.
- FORMICA GROUP, s.r.o.
- HÖGNER s.r.o.
- INFORMATION GROUP CZ, s.r.o.
- LION TELESERVICES CZ, a.s. (Teleperformance ČR)
- LOGIC POINT s.r.o.
- MAIL STEP a.s.
- NÁRODNÍ POKLADNICE s.r.o.
- NATURAMED PHARMACEUTICALS s.r.o.
- OPTYS, spol. s r.o.
- POSTAVDELINGEN, s.r.o.
- PRODIALOG s.r.o.
- RAJAPACK, s.r.o.
- SANTIA, spol. s r.o.
- SDRUŽENÍ LINKA BEZPEČÍ
- SERVISBAL OBALY s.r.o.
- TARSAGO ČESKÁ REPUBLIKA, s.r.o.
- UNICALL COMMUNICATION GROUP s.r.o.
- VIVmail.cz s.r.o.
- Zásilkovna s.r.o.